# Stenbocks dragonregemente
Stenbocks dragonregemente senare Hielms dragonregemente, var ett regemente ur den kungliga armén som sattes upp av Magnus Stenbock år 1704 med 600 man under det Stora nordiska kriget 1700 - 1721. Regementet fick ny chef 1706 och därmed nytt namn. Det utökades sedan till 1000 man år 1707. År 1709 kom det att upphöra genom den stora förlusten vid Poltava och tillfångatagandet av en större del av armén vid Kapitulationen vid Perevolotjna.
Regementet utmärkte sig i Slaget vid Kletsk år 1706.

## Förbandschefer
- 1704-1706: Magnus Stenbock
- 1705-1709: Nils Hjelm

## Personer vid regementet
- Axel Johan Lewenhaupt - kapten vid regementet 1705-1709